# Belutschistan-Zwergspringmaus
Die Belutschistan-Zwergspringmaus (Salpingotulus michaelis) ist ein in Zentralasien verbreitetes Nagetier in der Familie der Springmäuse und die einzige Art der Gattung Salpingotulus. Sie zählte bis in die 1980er Jahre zur Gattung Dreizehen-Zwergspringmäuse (Salpingotus).

## Merkmale
Die Springmaus ist ohne Schwanz 35 bis 50 mm lang und die Schwanzlänge beträgt 70 bis 90 mm. Die Exemplare besitzen 6 bis 11 mm lange Ohren und ein Gewicht von etwa 4 g. Laut der Webseite Golden Book of World Records ist die Art damit das kleinste Nagetier. Wie bei vielen anderen Familienmitgliedern sind die rosa gefärbten Hinterfüße mit etwa 20 mm Länge auffällig groß. Oberseits kommt sandbraunes bis gelbbraunes Fell vor und unterseits ist weißes Fell vorhanden. Der lange Schwanz ist behaart und am Ende bilden lange Haare eine Quaste. Die Belutschistan-Zwergspringmaus hat wie die Dreizehen-Zwergspringmäuse nur drei Zehen an den Hinterfüßen. An den Vorderpfoten sind vier Finger vorhanden. Auf den Sohlen der Hinterfüße befinden sich weiße Haarbüschel.

## Verbreitung
Das Verbreitungsgebiet ist auf die Region Belutschistan in Pakistan beschränkt. Möglicherweise erreicht die Art angrenzende Gebiete in Afghanistan. Sie lebt in Gebirgen und Hochebenen zwischen 1000 und 1500 Meter Höhe. Als Habitat dienen Wüsten mit spärlichem Bewuchs.

## Lebensweise
Die nachtaktiven Exemplare ruhen am Tage in unterirdischen Bauen. Die Fortbewegung auf dem Erdboden findet oft springend statt. Bei der Belutschistan-Zwergspringmaus kommen Phasen von Torpor vor, sie hält jedoch keinen Winterschlaf. Die Individuen bilden kleinere Gruppen, die ein Tunnelsystem teilen oder jedes Exemplar hat seinen eigenen Bau, wobei sich die oberirdischen Reviere überlappen. Die Nahrung besteht aus Pflanzensamen und Gräsern, die bei Vorhandensein mit anderen Pflanzenteilen komplettiert werden. Für Weibchen sind ein oder zwei Würfe pro Jahr bekannt mit zwei bis vier Neugeborenen pro Wurf. Kleine Gruppen von in Gefangenschaft gehaltenen Exemplaren schmiegten sich öfter aneinander.

## Gefährdung
Die Belutschistan-Zwergspringmaus ist selten und die Populationsgröße ist nicht bekannt. Die IUCN listet sie mit unzureichende Datenlage (data deficient).